# Kazahstan
Kazahstan (în kazahă Қазақстан, Qazaqstan, IPA /qɑzɑqˈstɑn/; rusă Казахстан, Kazakhstán, IPA /kəzɐxˈstan/), oficial Republica Kazahstan, este o țară transcontinentală care se află în Asia Centrală, având doar un petic de teritoriu la vest de râul Ural, în Europa.; teritoriul său de 2.727.300 km² este mai mare decât Europa de Vest. El are hotar cu (în direcția acelor ceasornicului, începând cu nordul) Rusia, China, Kîrgîstan, Uzbekistan și Turkmenistan, de asemenea are ieșire la Marea Caspică. Kazahstan dispune de stepă, taiga, defileuri, dealuri, deltă, munți acoperiți de zăpadă și deșerturi. Populația țării la 1 noiembrie 2014 număra 17.377.807 de locuitori, densitatea ei fiind foarte mică (aprox. 6 oameni/km²). Capitala țării este Astana, care a înlocuit din 1997 fosta capitală, Almatî.

## Istorie
Teritoriul Kazahstanului a fost ocupat pentru prima dată de triburi nomade, care locuiau în stepele din această zonă, ulterior cucerite în secolul al XIII-lea de către mongoli, care, în acel timp, erau conduși de Genghis Khan. Prin secolul al XV-lea, kazahii au format trei hoarde (numite în cazahă Juz-uri), care au continuat să ducă o viață nomadă până în secolul XIX, când au fost ocupați de Rusia.
La 16 decembrie 1991, Kazahstanul era ultima republică din URSS care își proclama independența.
Granițele acestui stat sunt cu: China, Rusia, Turkmenistan, Uzbekistan și Kîrgîstan.

## Geografie
O mică porțiune a teritoriului aflată la vestul râului Ural este localizată în extremitatea estică a Europei. Vecinii principali sunt Rusia și China, iar în sud-vest se învecinează cu țările Asiei centrale: Kârgâzstan, Uzbekistan și Turkmenistan. De asemenea, are o coastă importantă la malul Mării Caspice. Kazahstanul este a noua țară din lume ca suprafață, dar, datorită reliefului de stepă semi-deșertică, este una dintre cele mai rar populate țări cu puțin sub 6 locuitori per kilometru pătrat.
Kazahstanul se află aproape în întregime în Asia Centrală și se întinde de la Marea Caspică (în vest) până la munții Altai în est. O foarte mare parte din suprafața sa este acoperită de stepe aride. Kazahstanul se află pe locul 62 în lume ca număr de locuitori. De-a lungul veacurilor teritoriul Kazahstanului de astăzi a fost locuit de triburi de nomazi, abia prin secolul al XVI-lea urmând sa se afirme drept un grup distinct, împărțit în trei hoarde. Rușii au început să pătrundă în stepele Kazahstanului doar prin secolul al XVIII-lea, iar pe la mijlocul secolului al XIX-lea întreaga țară făcea parte din Imperiul Rus. După revoluția rusă din 1917 și după războiul civil, teritoriul Kazahstanului a fost reorganizat de câteva ori înainte ca el sa devină Republica Sovietică Socialistă a Kazahstanului în 1936 făcând parte din fostul U.R.S.S. În timpul secolului XX, Kazahstanul a făcut parte din multe proiecte sovietice printre care și servind drept principala zonă de testare a armelor nucleare. În anii 1950 stepele din nord au fost desțelenite în cadrul unei campanii organizate de Nikita Hrușciov, iar în sud a fost construit cosmodromul Baikonur.
Kazahstanul și-a declarat independenta pe data de 16 decembrie 1991, fiind ultima dintre Republicile Sovietice care se declară independentă, iar fostul lider comunist devenea președinte. De la independență, Kazahstanul a urmat o politică externă echilibrată și s-a axat pe dezvoltarea economiei cu accentul pe industria hidrocarburilor. Cu toate că economia statului este într-o continuă creștere, președintele Nursultan Nazarbayev încă deține un control strict asupra politicilor de guvernare. Mulți lideri opozanți și jurnaliști au fost uciși în ultimii ani, iar observatorii vestici consideră alegerile din Kazahstan nedrepte, dar fără îndoială prestigiul țării creste în continuare. La momentul actual este considerată drept țara dominantă din Centrul Asiei. Țara face parte din numeroase organizații internaționale precum ONU, Comunitatea Statelor Independente și Organizația Cooperatistă de la Shanghai, iar din 2011 formează o uniune vamală cu Rusia și Belarus.
Kazahstanul este o țară diversificată din punct de vedere etnic și cultural, în mare parte datorită masivelor deportări de pe vremea conducerii lui Stalin, dar, totuși, kazahii sunt cel mai mare grup, urmați de ruși. Țara oferă libertatea alegerii religiei: astfel, se pot întâlni multe credințe diferite aici, islamul fiind religia de bază, urmată de creștinism. Limba oficială este limba kazahă, deși rusa este la fel de folosită în vorbirea de zi cu zi.

### Relief
Kazahstanul are un relief foarte diversificat. Cea mai mare parte a teritoriului (aproximativ 50%) este ocupată de câmpii. Către est se găsește o zonă muntoasă, vârful Khan Tengri, din munții Tian Shan având o înălțime de 6995 m. În centrul țării se găsește o zonă deșertică, care este, practic, nelocuită.

### Climă
Datorită suprafeței întinse a țării, clima este foarte diversificată, în cea mai mare suprafață, aceasta fiind temperat continentală, aridă și semiaridă. Temperaturile medii anuale variază între -19 °C și -3 °C în ianuarie, respectiv +19 °C și +30 °C în iulie.

## Politică
Kazahstan este un stat unitar. Primul președinte a fost Nursultan Nazarbaev, Qasîm-Jomart Toqaev fiind cel actual. Președintele poate exercita dreptul de veto asupra legislației care a fost adoptată de Parlament și este, de asemenea, comandantul suprem al forțelor armate. Primul-ministrul conduce Cabinetul de Miniștri și servește ca șef de guvern al Kazahstanului. În Cabinet există trei vicepremieri și șaisprezece miniștri.
Parlamentul din Kazahstan este bicameral, fiind compus din Majilis (Camera Deputaților) și Senat.

### Împărțire administrativă
Kazahstanul este divizat în 14 provincii.
| \| Provinciile Kazahstanului \| Capitală \| Suprafață (km.²) \| Populație \| \| ------------------------- \| -------------------- \| ---------------- \| --------- \| \| Akmola \| Kókshetaú \| 121,400 \| 0829,000 \| \| Aktobe \| Aktobe \| 300,600 \| 0661,000 \| \| orașul Almaty(1) \| Almaty \| 0324.8 \| 1,226,300 \| \| Almatî (provincie) \| Taldyqorǵan \| 224,000 \| 0860,000 \| \| orașul Astana(1) \| Astana \| 0710.2 \| 0600,200 \| \| Atyraú \| Atyraú \| 118,600 \| 0380,000 \| \| Baikonur(2) \| Baikonur \| 057 \| 070,000 \| \| Jambîl \| Taraz \| 144,000 \| 0962,000 \| \| Kazahstanul de Est \| Oskemen \| 283,300 \| 0897,000 \| \| Kazahstanul de Nord \| Petropavl \| 123,200 \| 0586,000 \| \| Turkistan \| Turkistan, Kazahstan \| 116.902 km² \| 1.929.000 \| \| Kazahstanul de Vest \| Oral \| 151,300 \| 0599,000 \| \| Qaraǵandy \| Qaraǵandy \| 428,000 \| 1,287,000 \| \| Qyzylorda \| Qyzylorda \| 226,000 \| 0590,000 \| \| Qostanaı \| Qostanaı \| 196,000 \| 0975,000 \| \| Mangîstau \| Aktau \| 165,600 \| 0316,847 \| \| Pavlodar \| Pavlodar \| 124,800 \| 0851,000 \| \| orașul Shymkent \| Shymkent \| 347 km² \| 1.184.113 \| |                      |                  |           |
| Provinciile Kazahstanului | Capitală             | Suprafață (km.²) | Populație |
| Akmola | Kókshetaú            | 121,400          | 0829,000  |
| Aktobe | Aktobe               | 300,600          | 0661,000  |
| orașul Almaty(1) | Almaty               | 0324.8           | 1,226,300 |
| Almatî (provincie) | Taldyqorǵan          | 224,000          | 0860,000  |
| orașul Astana(1) | Astana               | 0710.2           | 0600,200  |
| Atyraú | Atyraú               | 118,600          | 0380,000  |
| Baikonur(2) | Baikonur             | 057              | 070,000   |
| Jambîl | Taraz                | 144,000          | 0962,000  |
| Kazahstanul de Est | Oskemen              | 283,300          | 0897,000  |
| Kazahstanul de Nord | Petropavl            | 123,200          | 0586,000  |
| Turkistan | Turkistan, Kazahstan | 116.902 km²      | 1.929.000 |
| Kazahstanul de Vest | Oral                 | 151,300          | 0599,000  |
| Qaraǵandy | Qaraǵandy            | 428,000          | 1,287,000 |
| Qyzylorda | Qyzylorda            | 226,000          | 0590,000  |
| Qostanaı | Qostanaı             | 196,000          | 0975,000  |
| Mangîstau | Aktau                | 165,600          | 0316,847  |
| Pavlodar | Pavlodar             | 124,800          | 0851,000  |
| orașul Shymkent | Shymkent             | 347 km²          | 1.184.113 |

Note:
- (1) Orașele Alma-Ata și Astana au statut de importanță națională și nu se consideră provincii.
- (2) Orașul Baikonur are un statut special deoarece este închiriat Rusiei împreună cu Cosmodromul Baikonur până în anul 2050.

Fiecare provincie este condusă de un Akim (guvernator provincial) numit de președinte. Guvernatori municipali sunt numiți de cei provinciali. Guvernul Kazahstanului a mutat capitala din Alma-Ata la Astana în 10 decembrie 1997.

## Demografie
Conform datelor Agenției de Statistică a Republicii Kazahstan, populația țării la 1 noiembrie 2014 număra 17.377.807 de locuitori. Conform recensământului din 2009, 46% din populație trăia în mediul rural și 54% în cel urban.
Conform datelor oficiale preliminare a recensământului populație, publicate pe 4 februarie 2010, principalele grupuri etnice sunt: kazahi — 63,1 % din populația totală a țării, ruși — 23,7 %, uzbeci — 2,8 %, ucraineni — 2,1 %, uiguri — 1,4 %, tătari — 1,3 %, germani — 1,1 % și alte naționalități — 4,5 %. Numărul kazahilor în intervalul 1999—2009, conform datelor, s-a mărit cu 26 % (sau cu 2,1 milioane de oameni), uzbecilor cu 23 % (sau 87 de mii), uigurilor cu 6 % (sau 13 mii). Numărul germanilor însă a scăzut considerabil cu 50 % (sau 175 mii), dar și cel al ucrainenilor cu 39 % (sau 214 mii), al tătarilor cu 18 % (sau 46 de mii) și al rușilor cu 15 % (sau 683 mii).

### Religie
- Creștini- 3,975,440
- Musulmani- 11,285,120
- Budiști- 32,060
- Neafiliată-  673,260
- Religie populară- 48,090
- Alte religii- 16,030

### Orașe
Capitala Kazahstanului este Astana, însă cel mai mare oraș este Almaty, fosta capitală a statului.

## Economie
Kazahstanul este o țară foarte bogată în resurse naturale, dar acestea nu sunt încă exploatate la capacitate maximă. Rezervele de uraniu din sol, situează țara pe locul 3 în lume. De asemenea, prezintă cantități însemnate de petrol, gaze naturale, cărbune, cupru, zinc, mangan, fier, aur. Industria metalurgică, constructoare de mașini și alimentară sunt în continuă dezvoltare. Kazahstanul este cel mai mare producător de petrol din Asia Centrală.

## Patrimoniu mondial UNESCO
Până în anul 2011 pe lista patrimoniului mondial UNESCO au fost incluse 3 obiective din această țară.